# Flugplatz Worms

i7
i11
i13

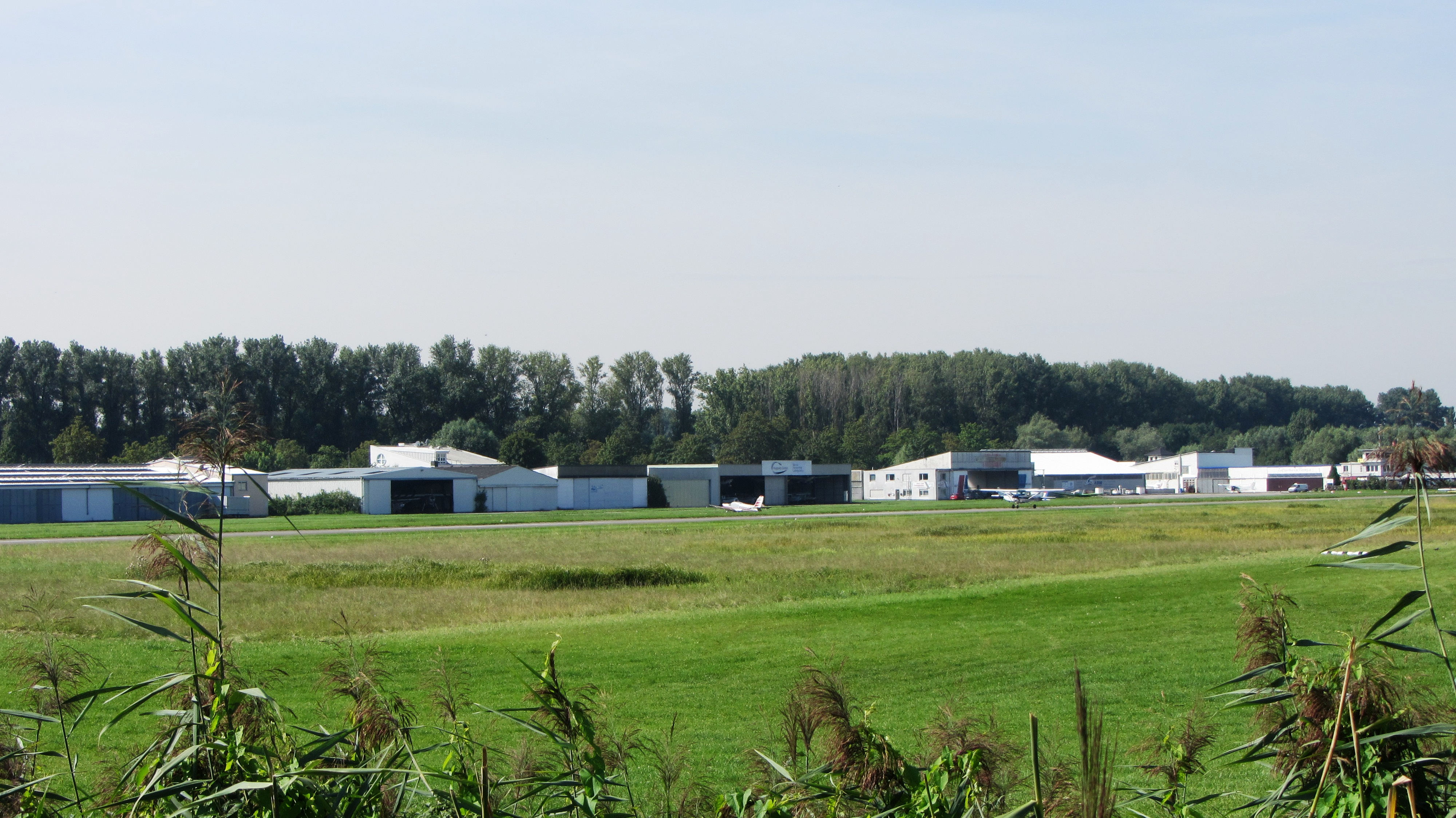
Hangars auf dem Flugplatz Worms

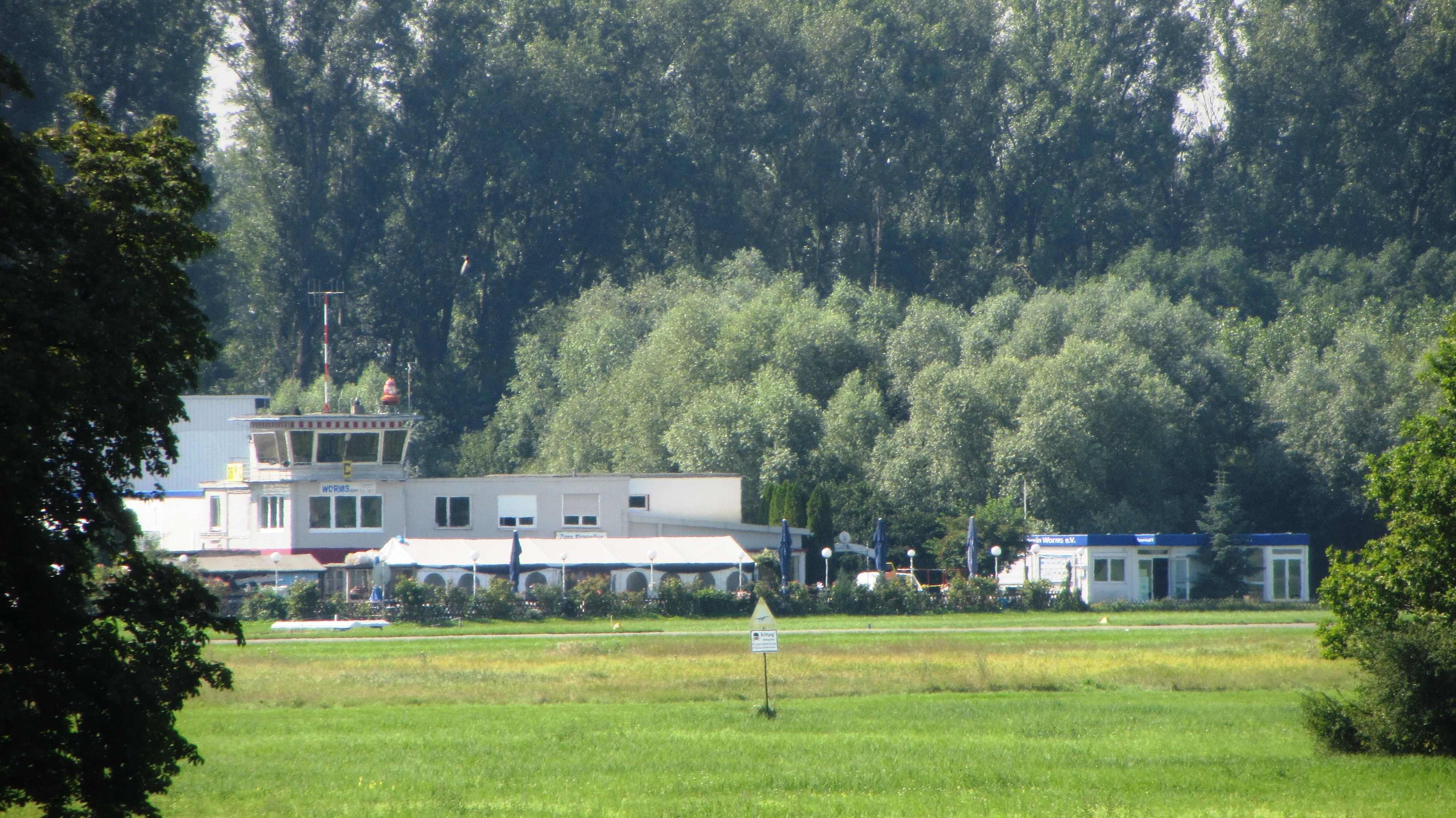
Tower mit Restaurant

Der Flugplatz Worms (ICAO-Code: EDFV) liegt südlich der rheinland-pfälzischen Stadt Worms an der Kreisstraße 7 und zwischen der L523 und der B9 auf flacher Ebene. Er ist als Verkehrslandeplatz klassifiziert. Hier haben Motorflugzeuge mit einem zulässigen Höchstgewicht bis 10 t, Hubschrauber, Motorsegler, Segelflugzeuge sowie Ultraleichtflieger eine Landeerlaubnis.
Den Piloten stehen zwei Landebahnen zur Verfügung: eine 800 Meter lange und 23 Meter breite Asphaltpiste mit zertifizierter Nachtflugbefeuerung und APAPI sowie eine 920 Meter lange und 30 Meter breite Grasbahn. Außerdem ist eine Tankstelle vorhanden.
Eine Gaststätte befindet sich ebenfalls am Flugplatz.
Die veröffentlichte Platzrunde für motorgetriebene Luftfahrzeuge ist südlich der Start-/Landebahn in 1300 Fuß über Meereshöhe (1300 MSL), direkt angrenzend an die ehemalige Kontrollzone des Militärflugplatzes der Coleman Barracks. Die Platzrunde für Segelflugzeuge verläuft im Norden des Platzes (ohne Höhenangabe).

## Geschichte
Das heutige Gelände, damals ein tiefgelegenes Sumpfland, wurde durch die Luftsportvereine 1955 gepachtet und eine 500 m lange Grasbahn errichtet. Die heute noch gültige Platzrunde wurde 1957 festgelegt. Auf Drängen der Wirtschaft wurde die Piste 1961 befestigt und asphaltiert. Die heutige Grasbahn wurde daneben neu errichtet.
Bis und im Jahr 1981 hatte der Flugplatz noch den ICAO-Code EDRV.
Im Jahr 1990 flog Michail Gorbatschow von Worms ab.
Bill Clinton und seine Frau Hillary landeten 1994 mit Marine One auf dem Flugplatz Worms, um von dort aus zum privaten Bungalow von Helmut Kohl in Oggersheim zu fahren.
In den Jahren 2009 bis 2011 fanden auf dem Flugplatz Rennen der Deutschen Rennslalom-Meisterschaft statt.

## Betrieb
Für den wirtschaftlichen Betrieb wurde die Flugbetriebs GmbH Worms-Frankenthal-Ludwigshafen 1966 gegründet, welche ab 1967 den Flugplatz übernahm.
Im Jahr 2005 hat die Stadt Worms die Anteile der anderen Gesellschafter erworben und ist somit alleiniger Gesellschafter.
Ende 2024 hat die Stadt Worms 50,1 % der Anteile an der Flugplatz GmbH an die Skyport Equity GmbH für eine Laufzeit von 30 Jahren verkauft.
Der Flugplatz erwirtschaftete folgende Ergebnisse:
| Jahr   | Flugbewegungen | davon gewerblich | Ergebnis   | Beschäftigte |
| ------ | -------------- | ---------------- | ---------- | ------------ |
| 1980er | ca. 70.000     |                  |            |              |
| 2002   |                |                  | −161.000 € |              |
| 2003   |                |                  | −143.000 € |              |
| 2004   | 40.000         |                  | −185.000 € | 9            |
| 2005   | 35.000         |                  | −173.000 € | 7            |
| 2006   | 35.000         |                  | −460.000 € | 4            |
| 2007   |                |                  | −138.000 € |              |
| 2008   |                |                  | +20.000 €  |              |
| 2009   |                |                  | −121.000 € |              |
| 2010   |                |                  | −92.000 €  | 4            |
| 2011   |                |                  | −102.000 € | 3            |
| 2012   | 38.000         |                  | −188.000 € | 4            |
| 2013   | 37.000         |                  | −96.000 €  | 3            |
| 2014   | 39.000         |                  | −78.000 €  | 6            |
| 2015   | 40.720         |                  | −66.000 €  | 7            |
| 2016   | 39.903         |                  | −82.000 €  | 8            |
| 2017   | 39.396         |                  | −145.000 € | 9            |
| 2018   | 43.000         |                  | −93.000 €  | 9            |
| 2019   | 46.000         |                  | −70.000 €  | 7            |
| 2020   | 48.759         | 21.418           | −56.000 €  | 7            |
| 2021   | 52.523         | 23.708           | −65.000 €  | 7            |
| 2022   | 45.651         | 27.286           | −41.000 €  | 8            |
| 2023   | 43.751         | 26.447           |            |              |
| 2024   | 42.195         | 26.875           |            |              |

## Zwischenfälle
- Bei Arbeiten an einem Tank eines Flugzeuges kam es am 11. April 2016 in Folge von Funkenflug zu einem größeren Feuer am Flugplatz. Bei diesem Feuer wurden eine Halle und eine Wohnung zerstört. In der Halle verbrannten ein Flugzeug und ein Fahrzeug, in der Umgebung stehende Flugzeuge und Fahrzeuge wurden beschädigt. Ein Mann wurde verletzt.[34]
- Am 9. Juni 2022 stürzte eine Comco Ikarus C42 direkt nach dem Start unweit des Platzes in ein Waldstück. Das Flugzeug fing direkt nach dem Absturz Feuer. Der 49-jährige Pilot wurde bei dem Absturz getötet.[35][36]
- Am 18. Februar 2025 stürzte eine Aquila A 211 kurz nach dem Start auf ein Feld neben dem Flugplatz ab und überschlug sich dabei. Der 64-jährige Fluglehrer wurde schwer, der 39-jährige Flugschüler leicht verletzt.[37]